# Пелтола, Матти
Матти Пелтола (фин. Matti Peltola; род. 3 июля 2002, Эспоо, Южная Финляндия) — финский футболист, защитник клуба «Ди Си Юнайтед» и сборной Финляндии.

## Клубная карьера
Пелтола — воспитанник клуба ХИК. В 2018 году игрок дебютировал за резервный состав команды. 19 октября 2019 года в матче против «Ильвеса» он дебютировал в Вейккауслиге. 9 мая 2023 года в поединке против КТП Матти забил свой первый гол за ХИК. В составе клуба он четыре раза выиграл чемпионат и завоевал Кубок Финляндии.
В начале 2024 года Пелтола перешёл в американский «Ди Си Юнайтед».

## Международная карьера
26 марта 2023 года в отборочном матче чемпионата Европы 2024 против сборной Северной Ирландии Пелтола дебютировал за сборную Финляндии. 

## Достижения
Клубные
 ХИК
- Победитель Вейккауслиги (4) — 2020, 2021, 2022, 2023
- Обладатель Кубка Финляндии (1) — 2020